# مايك بيرد (سياسي)
مايك بيرد (بالإنجليزية: Mike Baird)‏ هو مصرفي وسياسي أسترالي، ولد في 1 أبريل 1968 في ملبورن في أستراليا. حزبياً، نشط في الحزب الليبرالي الأسترالي. وقد انتخب عضو الجمعية التشريعية نيو ساوث ويلز عن دائرة Electoral district of Manly ‏ (24 مارس 2007 – 23 يناير 2017) وانتخب Premier of New South Wales ‏ (17 أبريل 2014 – 23 يناير 2017).

## وصلات خارجية
- الموقع الرسمي